# Amaranthi

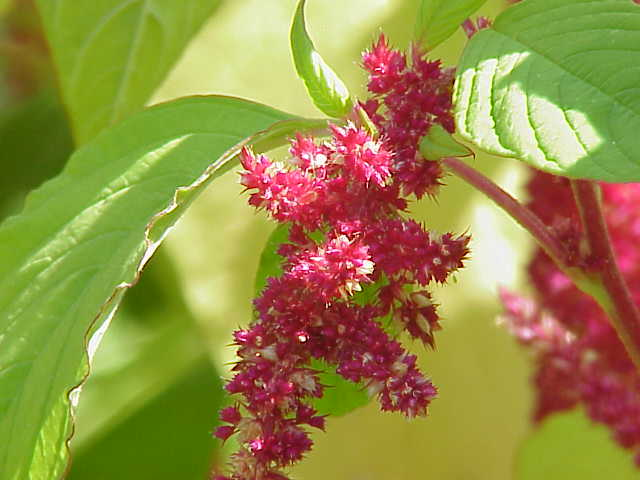
Amaranthus

Amaranthi, na classificação taxonômica de Jussieu (1789), é uma ordem botânica da classe Dicotyledones, Monoclinae (flores hermafroditas ), Apetalae ( não tem corola), com estames hipogínicos (quando os estames se inserem no receptáculo da flor abaixo do nível do ovário).
Apresenta os seguintes gêneros:
- Amaranthus, Celosia, Aerua, Digera, Iresine, Achyranthes, Gomphrena, Illecebrum, Paronychia, Herniaria.